# 马尼富沙尔
马尼富沙尔（法語：Magny-Fouchard，法語發音：[maɲi fuʃaʁ]）是法国奥布省的一个市镇，属于奥布河畔巴尔区。

## 地理
马尼富沙尔（48°14'34"N, 4°32'12"E）面积15.16 平方千米，位于法国大東部大區奥布省，该省份为法国中北部省份，北起马恩省，西接塞纳-马恩省，西南至约讷省，东南至科多尔省，东临上马恩省。
与马尼富沙尔接壤的市镇（或旧市镇、城区）包括：隆普雷勒塞克、迈松德尚、默尔维尔、上蒙马丹、皮和尼斯芒、斯普瓦、沃雄维利耶、巴尔斯河畔旺德夫尔。

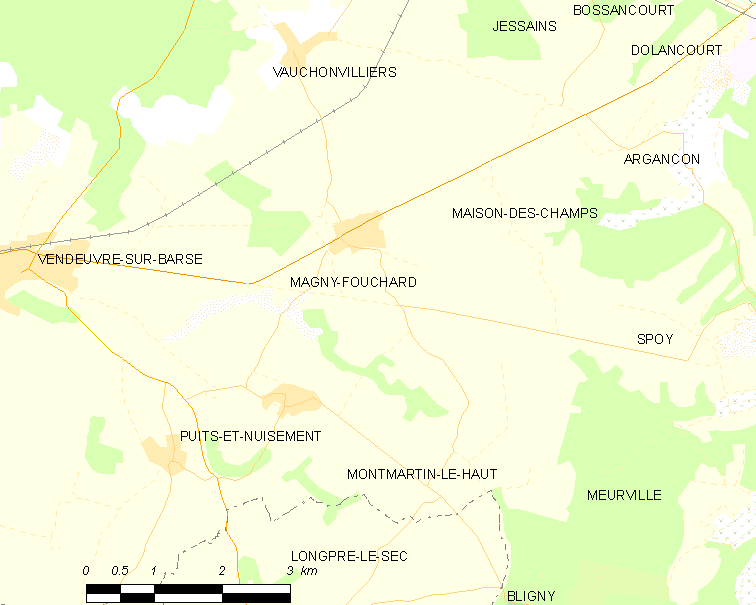
马尼富沙尔的OSM定位图

马尼富沙尔的时区为UTC+01:00、UTC+02:00（夏令时）。

## 行政
马尼富沙尔的邮政编码为10140，INSEE市镇编码为10215。

## 政治
马尼富沙尔所属的省级选区为巴尔斯河畔旺德夫尔县。

## 人口

1962-2008年间马尼富沙尔人口变化图示

马尼富沙尔于2022年1月1日时的人口数量为261人。